# شهرستان باجل
ناحیهٔ باجل (به عربی: مدیریة باجل) یک ناحیه در یمن است که در استان حدیده واقع شده‌است.
ناحیهٔ باجل ۱۶۹٬۸۸۴ نفر جمعیت دارد.